# 茹西亚皮
茹西亚皮是巴西巴伊亚州的一个市镇。总面积523.395平方公里，总人口7720人，人口密度14.7人/平方公里。